# Ron Wright (homme politique)
Pour les articles homonymes, voir Ron Wright et Wright.
Ronald Jack Wright dit Ron Wright, né le 8 avril 1953 à Jacksonville dans le comté de Cherokee, au Texas, et mort le 7 février 2021 à Dallas, est un homme politique américain. Membre du Parti républicain, il est élu du Texas à la Chambre des représentants des États-Unis de 2019 à 2021.

## Biographie

### Origines et débuts en politique
Ron Wright est originaire du Texas, où sa famille est implantée depuis six générations dans le comté de Tarrant. Il étudie à l'université du Texas à Austin.
Il travaille d'abord en tant que directeur des ventes puis comme ingénieur d'affaires. De 1995 à 2000, il est chroniqueur pour le Fort Worth Star-Telegram.
En 2000, Ron Wright entre au conseil municipal de la ville texane d'Arlington, dont il est maire pro tempore de 2004 à 2008,. Il travaille parallèlement pour le représentant républicain Joe Barton de 2000 à 2011, dont il est directeur de cabinet pendant deux ans. En 2011, il est nommé assesseur-collecteur des impôts du comté de Tarrant,. Il est réélu à ce poste à deux reprises.

### Représentant des États-Unis
Lors des élections de 2018, Ron Wright se présente à la Chambre des représentants des États-Unis dans le 6e district du Texas où il entend succéder à Joe Barton. Le district comprend la majorité d'Arlington, une partie de Fort Worth ainsi que les comtés d'Ellis et de Navarro. Wright arrive en tête de la primaire républicaine avec environ 45 % des voix, mais il est contraint à un second tour face au vétéran Jake Ellzey (à 22 %). Il remporte le second tour avec 52,2 % des suffrages. En novembre 2018, il est élu représentant des États-Unis avec 53,1 % des suffrages, face à la démocrate Jana Lynne Sanchez.
Bien qu'il soit traité pour un cancer du poumon diagnostiqué en 2019, Ron Wright est candidat à sa réélection en 2020. Contrairement à d'autres élections dans les banlieues de Dallas-Fort Worth, l'élection entre Wright et le démocrate Stephen Daniel n'attire que peu l'attention, notamment des donateurs. Wright est réélu avec 52,9 % des voix, devançant de près de 9 points son adversaire démocrate.
Après avoir contracté la Covid-19, Ron Wright et son épouse Susan sont hospitalisés en janvier 2021 à Dallas,. Il meurt le 7 février 2021, à l'âge de 67 ans. Il est le premier membre du Congrès des États-Unis mort de cette maladie.